# 灰鹤
灰鹤（学名：Grus grus），别名漆鶴、千岁鹤或歐亞鶴，是鹤科鹤属的一种，是分布範圍較廣而較常見的鶴，主要分布於古北界地區。

## 辨識特征

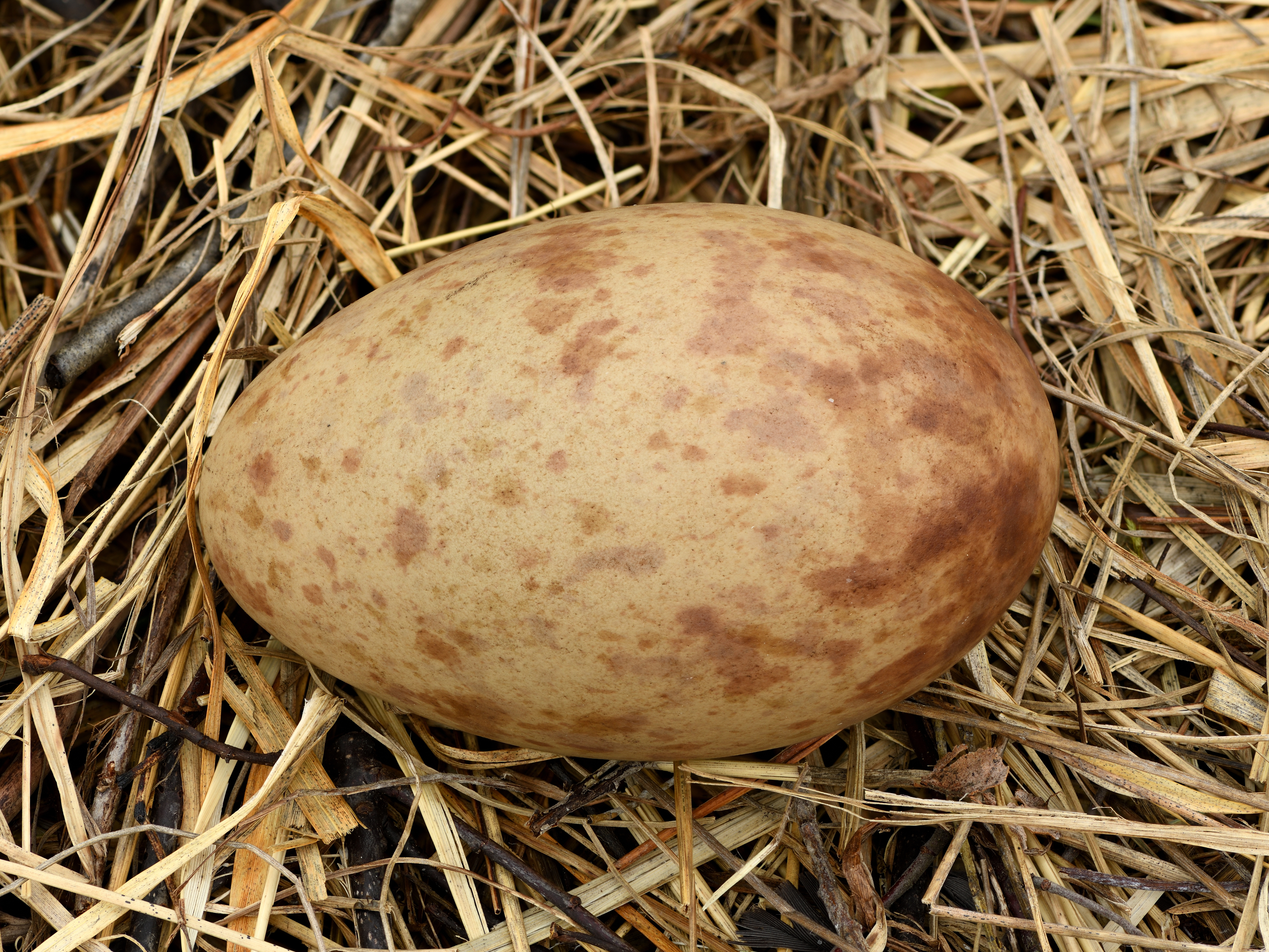
卵 Grus grus

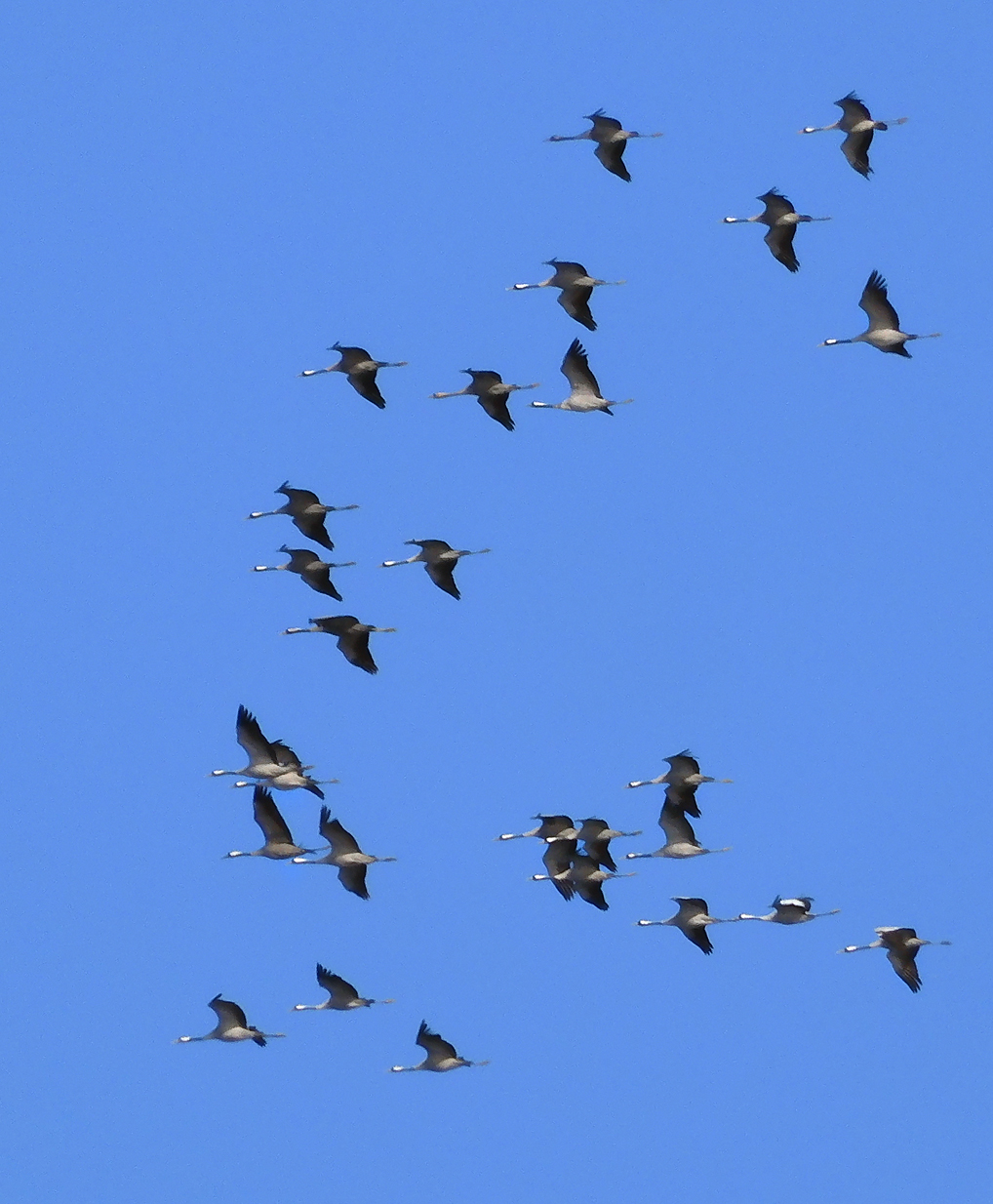
灰鹤.

就體型來說，灰鶴是中至大型的鶴類，身長 100 至 130 公分（翼展可達甚至超過 2 公尺）；高 100 至 130 公分；體重 3 至 7 公斤，通常雄鳥體型較大，重 5.1 至 6.1 公斤，雌鳥重 4.5 至 5.9 公斤（grus 亞種平均體重約 5.4 公斤；lilfordi 亞種則約為 4.6 公斤）。

卵皮膚色，帶有些許斑點。雛鳥羽色呈黃褐色，喙部紅色。亞成鸟全身大致呈黃褐色，頭頂呈深褐色，頸部無黑白條紋，紅色區塊不明顯。雌雄羽色相同，成鳥全身體羽主要為淺灰色，其中胸部與背部的羽色較暗，從頭部至頸部呈灰黑或黑色，自眼后有一条略宽的白色条纹延伸到颈背，头顶有一小片裸露红色皮膚，喙部黃色；飛羽褐色或灰黑色，羽枝分離鬆散，站立时常斜挂在尾上並遮住尾羽。樣貌大致與丹頂鶴相似。飞行时颈部前伸。叫声高亢嘹亮，類似喇叭聲。
以下是對於灰鶴幾個身體部位的標準測量：
| 測量部位 | 最小長度（公分 / 英寸） | 最大長度（公分 / 英寸） |
| -------- | ----------------------- | ----------------------- |
| 翼弦長   | 50.8 / 20.0             | 60.8 / 23.9             |
| 跗長     | 20.1 / 7.9              | 25.2 / 9.9              |
| 喙長     | 9.4 / 3.7               | 11.7 / 4.6              |

## 分布地區
若將繁殖區與度冬區都算進分布範圍內，包含的地區幾乎涵蓋整個歐亞大陸。本種（含 grus 亞種）正模標本的採集地位於瑞典，lilfordi 亞種的正模標本則採集於西伯利亞東部。

### 繁殖區
繁殖區從西歐及西北非延伸至東北亞，包括法國（西北部）、烏克蘭（北部）、波羅的海沿海地區、斯堪地那維亞半島、土耳其（東部；西部尚有零星分布）、哈薩克（北部至東部）、吉爾吉斯（北部）、俄羅斯、蒙古（西北部至東北部）與中國（新疆）。在繁殖季節，繁殖區域的中心（俄羅斯）棲息的灰鶴數量可達十萬隻。

### 度冬區
秋季時，灰鶴群會橫跨 2000 至 6000 公里至南方過冬，主要在八到十月間進行遷徙，遷徙的地點，至亞洲南部（華東、印度半島與阿拉伯半島等地）與非洲北部越冬。

## 亞種
- 灰鹤指名亚种（学名：（Linnaeus, 1758））
- 灰鹤普通亚种（学名：（Sharpe, 1894））

於东北亞一帶繁殖，遷移時途經中國华北各省、四川西部和昌都地区，至长江以南地区越冬。有紀錄指出，有些個體在迷路的狀況下到達韓國、日本、台灣甚至北美地區。

## 繁殖与保护
灰鶴是全球15种鹤类中濒危状况最不危急的一种，但由於環境破壞的關係，數量越来越少。
- 中国国家重点保护等级：二级[5]
- 在愛爾蘭，灰鶴在民俗文化中扮演著重要角色，儘管絕跡已經逾200年，當地仍有許多人盡力於這種鳥的復育工作。

目前全球灰鶴的數量約21至25萬隻，

## 外部連結
- （英文） 灰鶴的照片與影片. ARKive.